# نوواتک
نوواتک (به انگلیسی: Novatek) شرکت نفت و گاز روسی است، که دومین تولیدکننده گاز طبیعی روسیه، پس از گازپروم می‌باشد.
دفتر مرکزی این شرکت در منطقه خودمختار یامالو-ننتس در غرب سیبری مستقر می‌باشد و دفتر فروش آن نیز در شهر مسکو قرار دارد. لئونید میکلسون مدیرعامل این شرکت است.
سهام‌داران عمده نوواتک، تاجر نفتی روس؛ گنادی تیمچنکو (مالک شرکت گانوور) با ۲۰ درصد از سهام، شرکت گازپروم ۱۰ درصد و گازپروم‌بانک نیز با ۹ درصد از سهام می‌باشند.